# تسار
تسار (به ارمنی: Ծար) روستایی در شهرستان کلبجر در جمهوری آذربایجان است.
تساز پیش از این جزو استان شاهومیان در جمهوری آرتساخ به‌شمار می‌آمد.
 تسار ۵۲ نفر جمعیت دارد.

## ریشه‌شناسی

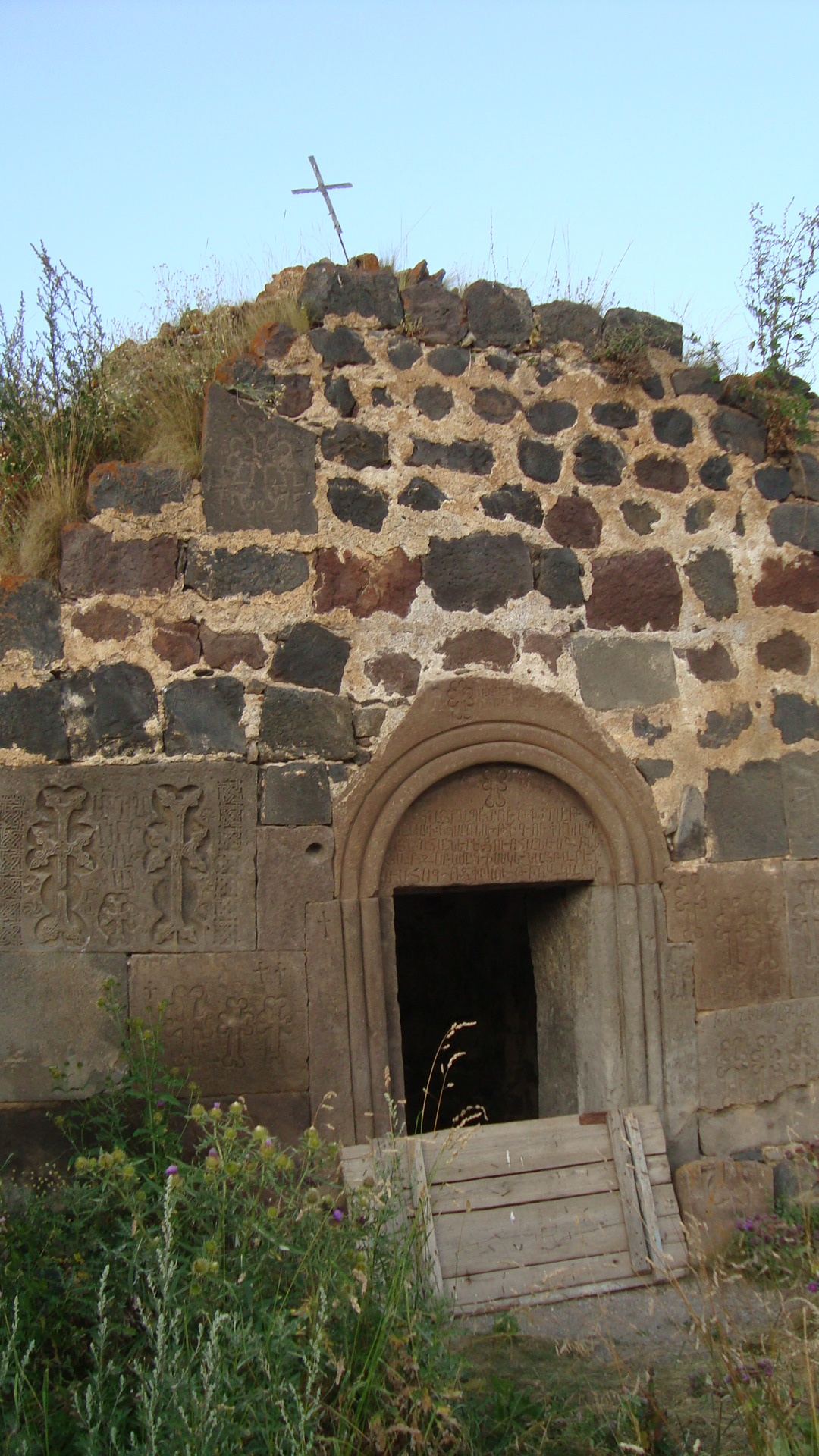
کلیسای قرن سیزدهمی «سورب سارگیس» در روستا

تاریخ‌نگار معماری ارمنی ساموِل کاراپتیان می‌نویسد که نخستین اشاره به این مکان با نام «تسار» به سال ۱۲۸۹ بازمی‌گردد. در اسناد صومعه دادوانک در سال ۱۷۶۳، از این روستا با عنوان «متس تسار» (ارمنی: Մեծ Ծար، به‌معنای «تسار بزرگ») یاد شده‌است. در سدهٔ هجدهم، هم‌زمان با افزایش حضور کوچ‌نشینان، شکل دگرگون‌شدهٔ این نام یعنی «زار» به‌تدریج برای روستا رواج یافت.
روایت عامیانه‌ای در میان مردم اران منشاء دیگری برای این نام ذکر می‌کند. بر پایه این افسانه، جوانی فقیر به نام «زَزا» در این روستا زندگی می‌کرد و عاشق دختری به نام «نازی» شده بود، اما خانوادهٔ دختر با این رابطه مخالف بودند. ززا تصمیم می‌گیرد از نادرشاه کمک بگیرد. او هندوانه‌ای را در کوزه‌ای با دهانهٔ باریک می‌کارد و وقتی هندوانه درون کوزه رشد می‌کند، نادرشاه را شگفت‌زده می‌کند. شاه رضایت می‌دهد و دستور می‌دهد نازی به همسری ززا داده شود. اما پس از خروج شاه از منطقه، خانوادهٔ نازی به خانهٔ ززا می‌روند، او را می‌کشند و جسدش را در چاه می‌اندازند. مادر ززا چندین روز بر مزار فرزندش گریه می‌کند و بر اساس این روایت، نام «زار» از واژهٔ «زاریلداماق» در زبان ترکی آذربایجانی گرفته شده که به‌معنای «گریه‌کردن» است.

## تاریخچه
پیشینهٔ تاریخی روستا به دورهٔ آغازین قرون وسطی بازمی‌گردد، زمانی‌که مرکز اداری یکی از بخش‌های پادشاهی آرتساخ به‌شمار می‌رفت. تا سده‌های ۱۱ تا ۱۲ میلادی، این مکان با نام «وایكونیك» (ارمنی: Վայկունիք) شناخته می‌شد. در سال ۱۲۵۰، جنبشی فرقه‌ای از دهقانان در روستای تسار در ارمنستان به‌ثبت رسیده‌است.
در سده‌های ۱۲ و ۱۳، خاندان اشرافی ارمنی دپیان که با زکاری‌ها خویشاوندی داشتند، در تسار استقرار یافتند. در جریان حملات تیمور در سدهٔ ۱۴، جمعیت منطقه تسار تقریباً به‌طور کامل قتل‌عام شد، اما شاهزاده‌نشین دپیان باقی ماند و تسار به پناهگاهی برای پناه‌جویان ارمنی تبدیل شد. در اواخر سدهٔ ۱۶ میلادی، این منطقه تحت سلطهٔ ایران درآمد، اما مِلیک‌های دپیان عنوان حکومتی خود را در ملیک‌نشین تسار حفظ کردند؛ حقی که در سال ۱۶۰۳ با فرمان شاه عباس بزرگ به رسمیت شناخته شد. در اواخر سدهٔ ۱۷، ملک‌نشین تسار در ملک‌نشین‌های جرابرد و سوتک ادغام شد.
مورخ ارمنی یسایی حسن-جلالیان از خاندان خاندان حسن-جلالیان در سدهٔ ۱۸ می‌نویسد:
... دوک بزرگ حسن قلعه‌های آکنه، هاندابرد، سوتک، شاغواک و چندین ناحیهٔ دیگر را در اختیار داشت که در میان همه، بیش از همه روستای تسار را دوست داشت—تیول و پاداشی شایستهٔ دلاوری، که حاکمان ارمنی با خون خود برای آن بها داده بودند.
از سال ۱۷۲۴، موجی از کوچ ارمنیان از منطقه آغاز شد. از اواخر سدهٔ ۱۸ به بعد، حضور کوچ‌نشینان تُرک و کُرد در منطقه افزایش یافت. در آغاز سدهٔ ۱۹، روستا توسط ارتش امپراتوری عثمانی ویران شد. در سال ۱۸۸۰، اسقف و پژوهشگر ارمنی ماکار بارخوداریانتس از تسار بازدید کرد و بسیاری از سنگ‌قبرها و خاچکارهای شکسته و محو‌شدهٔ اطراف روستا را ثبت کرد. کلیسای اصلی روستا هنوز تا حد زیادی پابرجا بود و خاچکاری بر دیوار آن قرار داشت که روی آن نوشته شده بود: «من، مِلیک، و پسرخوانده‌ام آکوتین، و برادرم مخیتار، این صلیب را در سال ۱۲۲۵ برپا داشتیم.»
روستا در مناطق ارمنی‌نشین پیرامون قره‌باغ کوهستانی قرار داشت و در جریان جنگ اول قره‌باغ در دههٔ ۱۹۹۰ به تصرف نیروهای ارمنی درآمد. پس از آن، به‌عنوان بخشی از استان شاهومیان در جمهوری خودخوانده آرتساخ گنجانده شد. در تاریخ ۲۵ نوامبر ۲۰۲۰ و در چارچوب توافق آتش‌بس ۲۰۲۰ قره‌باغ، روستا به جمهوری آذربایجان واگذار شد.

## بناهای تاریخی
در تسار و اطراف آن آثار متعددی از جمله سنگ‌قبرهای قرون وسطایی، خاچکارهایی از سده‌های ۱۲ تا ۱۷، قلعه و نمازخانه‌ای از قرن‌های ۱۲ و ۱۳، کلیسای «سورب گریگور» (ارمنی: Սուրբ Գրիգոր، به‌معنای «سنت گریگور») مربوط به سال ۱۲۷۴، کلیسای «سورب سارگیس» (ارمنی: Սուրբ Սարգիս) مربوط به سال ۱۲۷۹، پلی از سدهٔ ۱۳، و کلیسای «سورب آستواتساتسین» (ارمنی: Սուրբ Աստվածածին، به‌معنای «مادر مقدس خداوند») از سدهٔ ۱۷ میلادی وجود داشته‌اند. دو مورد از چهار کلیسای تسار، به‌همراه دو صومعهٔ اطراف آن، تخریب شده‌اند. روند تخریب کلیساها، صومعه‌ها و قبرستان‌های ارمنی در این روستا از اواخر سدهٔ ۱۹ به‌دست کُردها آغاز شد و در دورهٔ شوروی، به‌ویژه در دهه‌های ۱۹۴۰ و ۱۹۵۰، شدت گرفت.

### صومعهٔ تسار
صومعهٔ تسار که با نام‌های «تسارا سورب آستواتساتسین» (ارمنی: Ծարա Սուրբ Աստվածածին) و «کلیسای مادر مقدس خداوند» (ارمنی: Սուրբ Աստվածածին եկեղեցի) نیز شناخته می‌شد، یک صومعهٔ حواری ارمنی در حاشیهٔ روستا بود. این صومعه در سال ۱۳۰۱ میلادی و زمانی‌که روستا بخشی از شاهزاده‌نشین خاچن بود، بنا و تقدیس شد و دارای دو نمازخانهٔ مربوط به سدهٔ ۱۳ و خاچکارهای فراوانی بود. این صومعه در دورهٔ شوروی به‌دست مقامات آذری تخریب شد. صومعه منفجر شد، دو نمازخانهٔ قرون وسطایی نابود گشتند و سنگ‌های کنده‌کاری‌شدهٔ آن برای ساخت انبارها استفاده شد و امروزه در پی‌ ساختمان‌های ساخته‌شده توسط آذری‌ها قابل مشاهده‌اند. همچنین، در دههٔ ۱۹۵۰، سنگ‌های کلیسا در ساخت یک مدرسه در روستا به‌کار رفتند و ۱۳۳ قطعهٔ سنگ حجاری‌شده یا دارای کتیبه در دیوارهای این مدرسه قابل شناسایی است.
در سال ۲۰۲۴، دولت جمهوری آذربایجان ساختمان‌های مدرسه را که حاوی قطعات باقی‌مانده از صومعه بودند، با بولدوزر تخریب کرد.

## جمعیت
روستای تسار در سال ۲۰۰۵ میلادی ۵۲ نفر جمعیت داشت، و در سال ۲۰۱۵ جمعیت آن به ۸۳ نفر رسید.

## نگارخانه

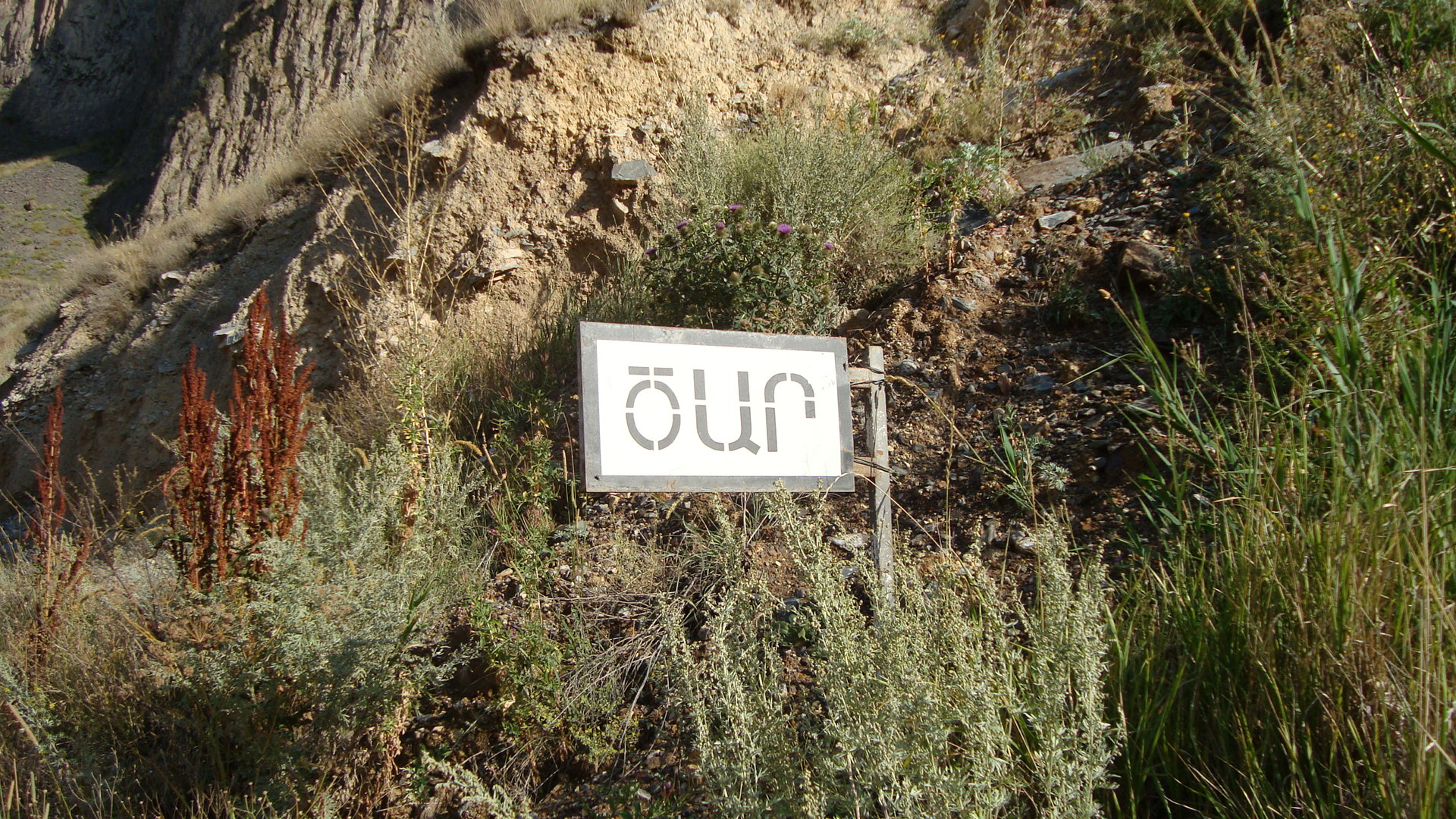
A sign in Armenian denoting the boundary limit of Tsar.
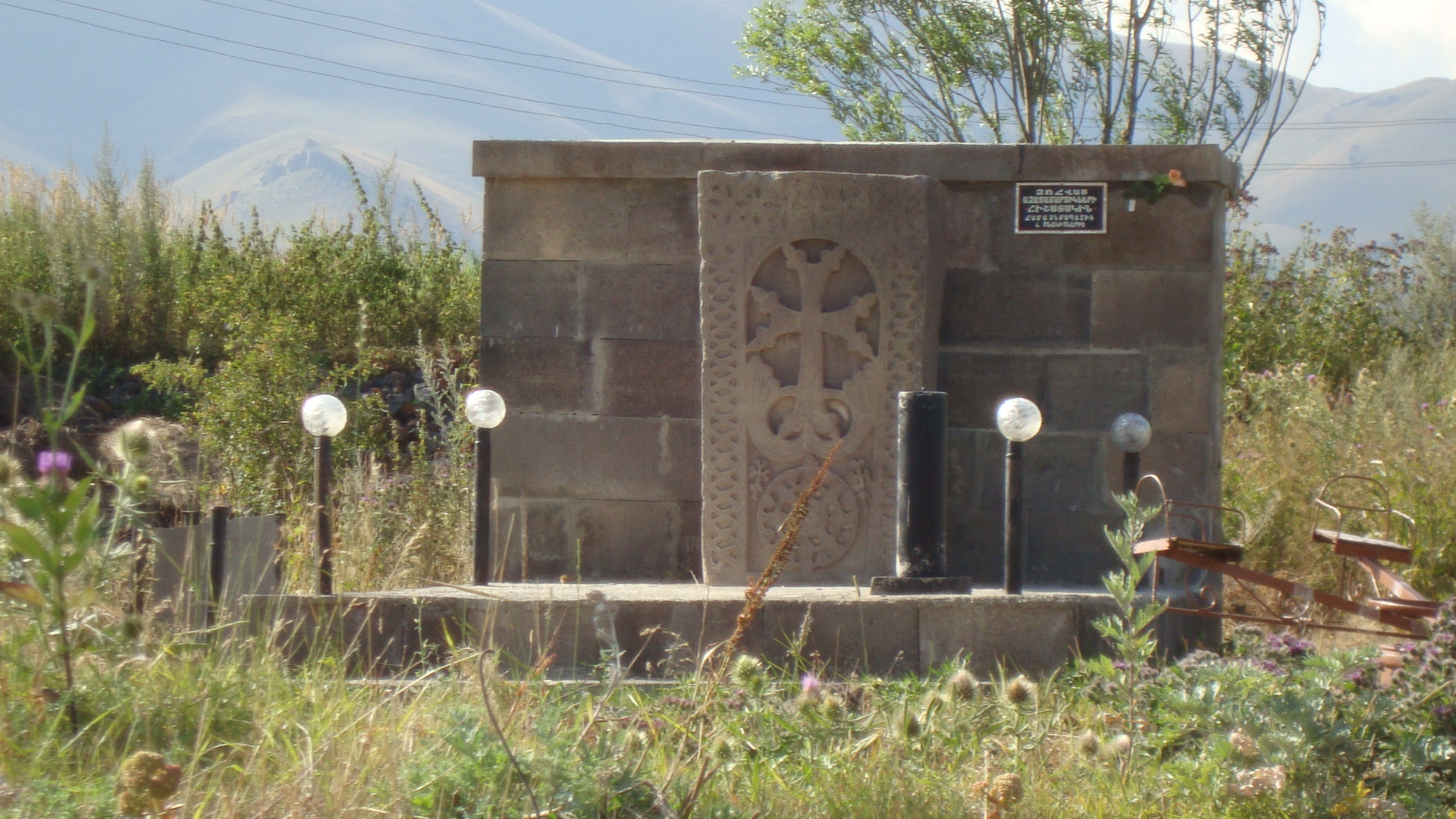
A monument built in honor of the Armenian troops who died in the Nagorno-Karabakh War.
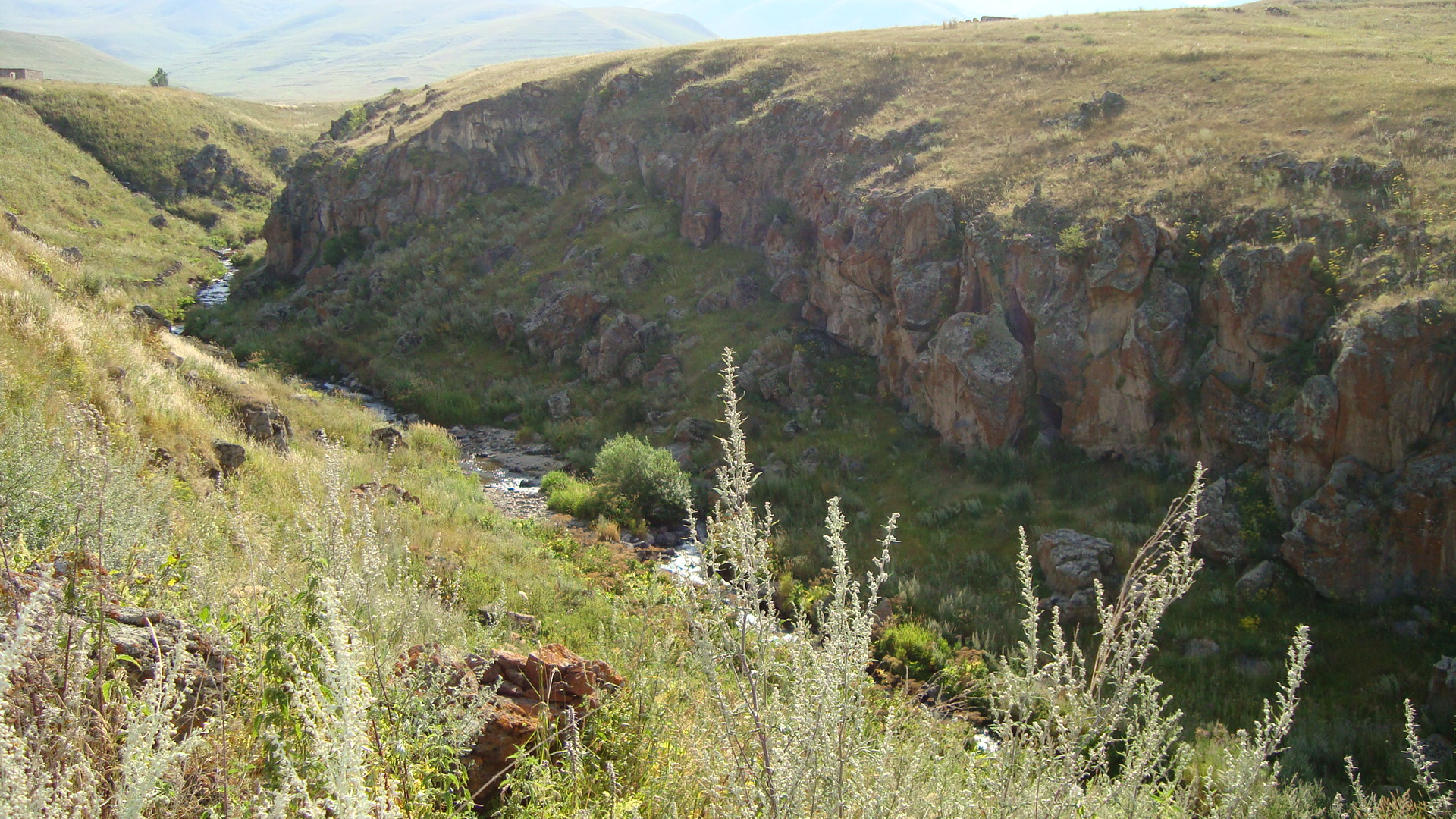
One of canyons that surround the village.
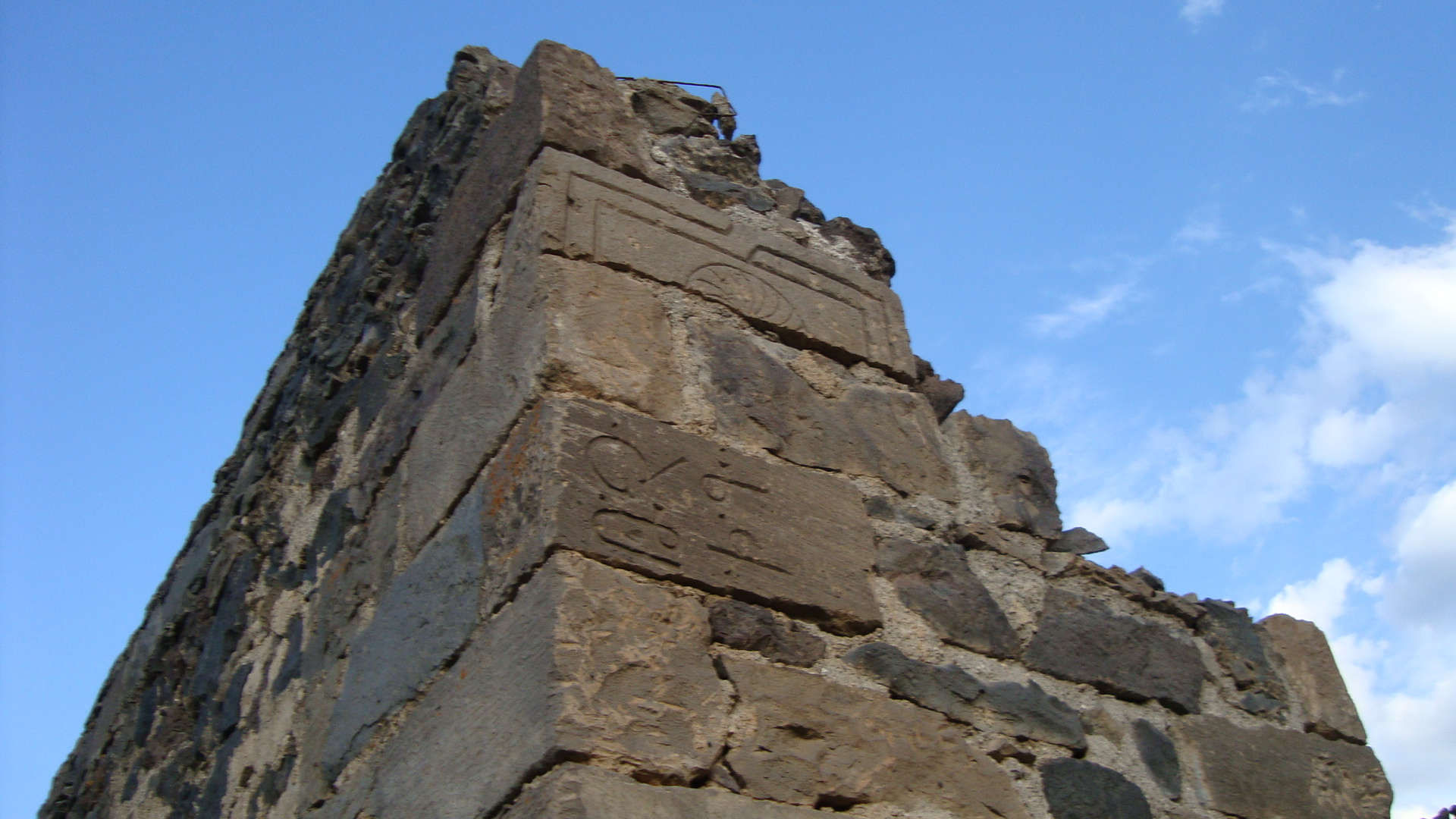
Ruins of the village school built in the 1950s and containing stones taken from an Armenian monastery..
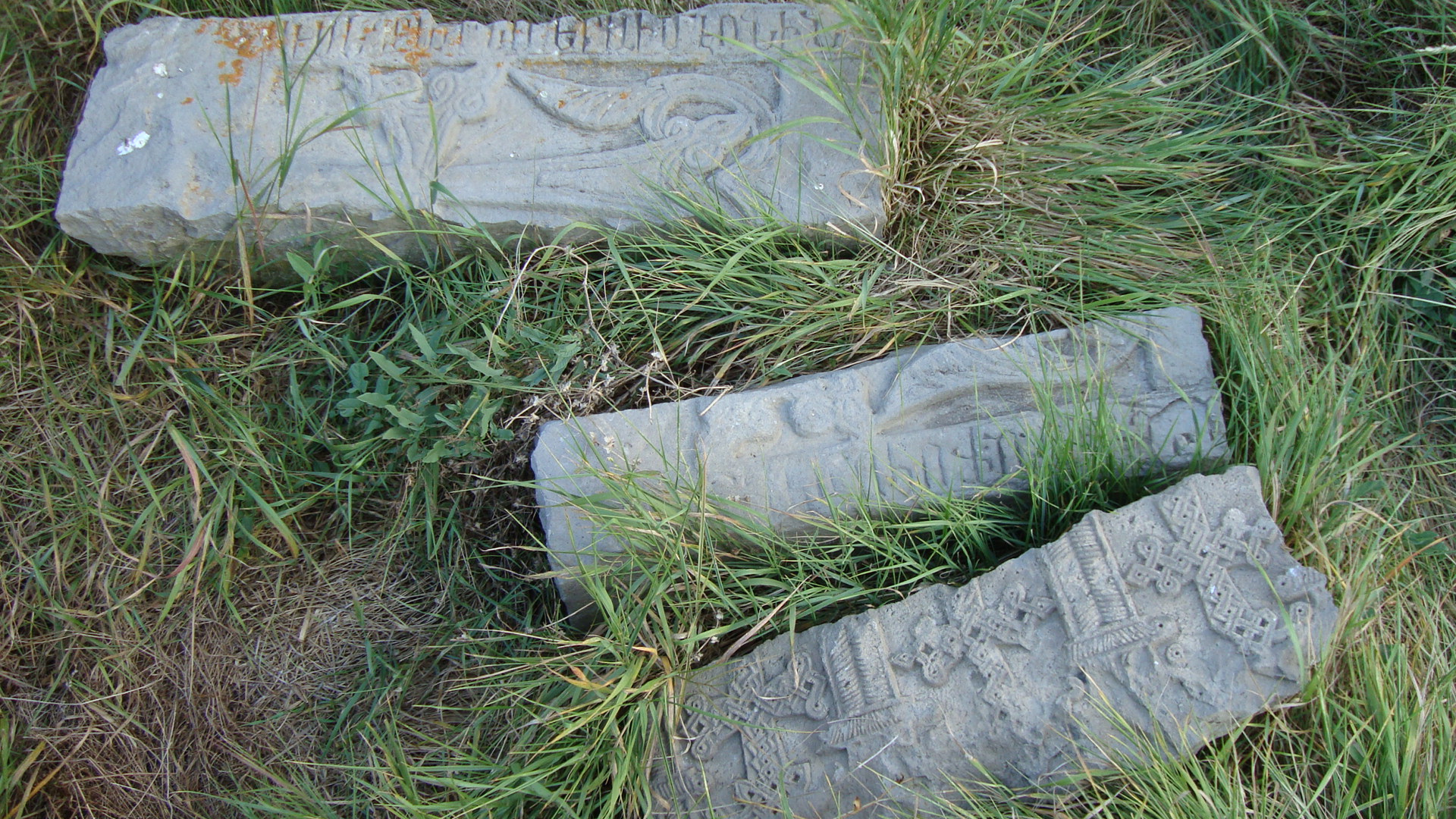
Fragments of Armenian gravestones.
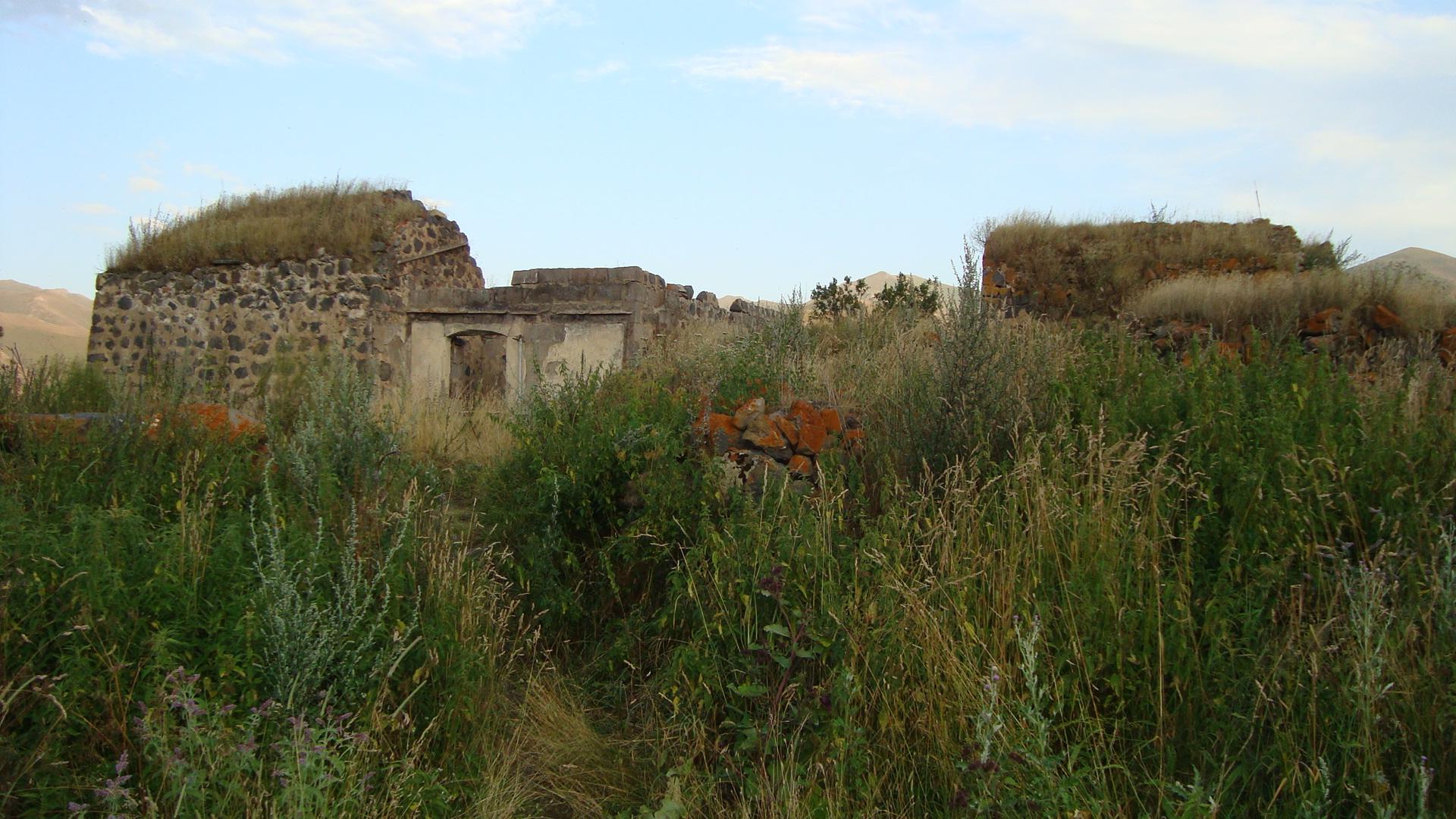
Ruins of Armenian churches.
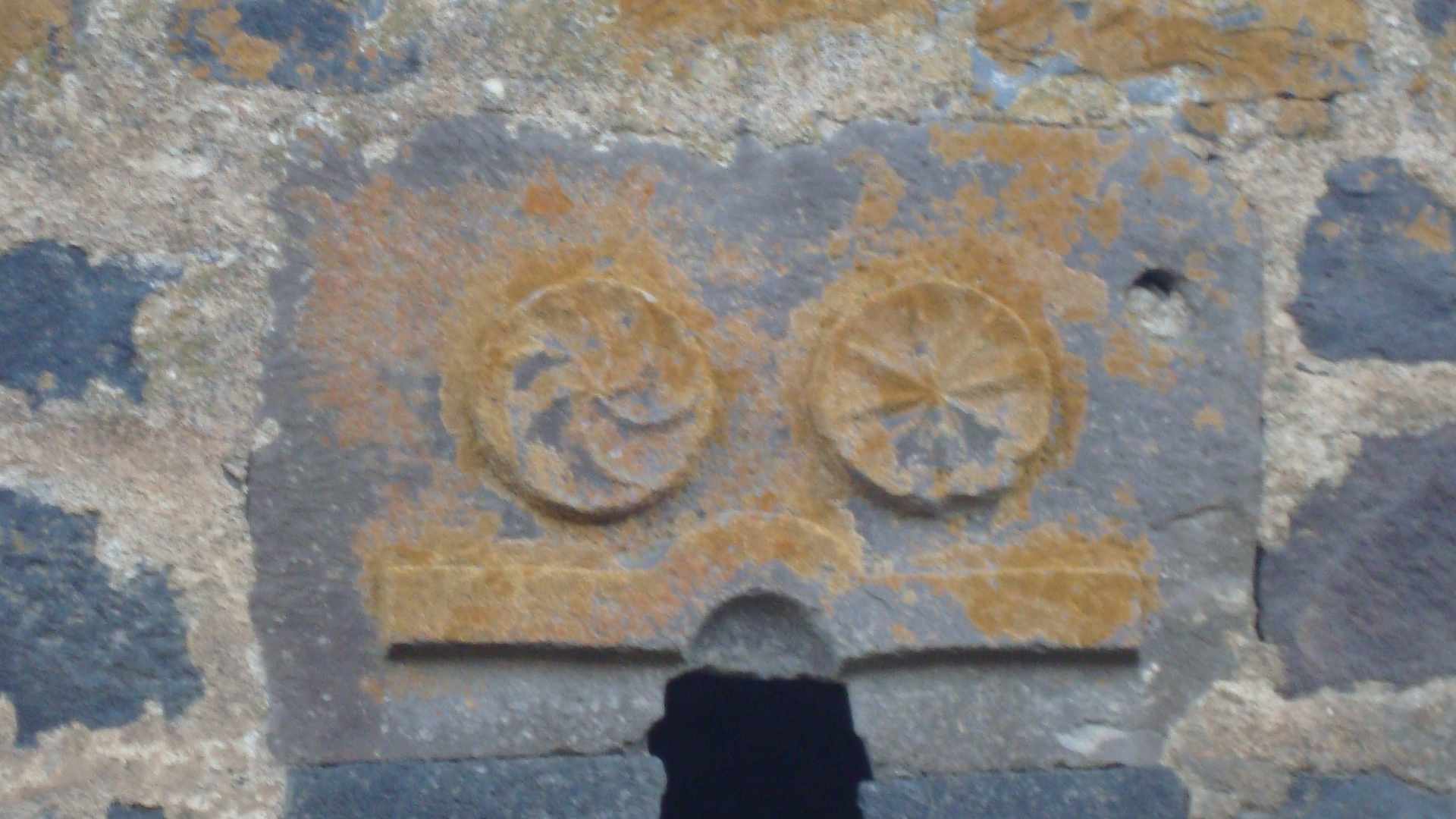
Ornaments on the wall of the Chapel of St. Sargis.
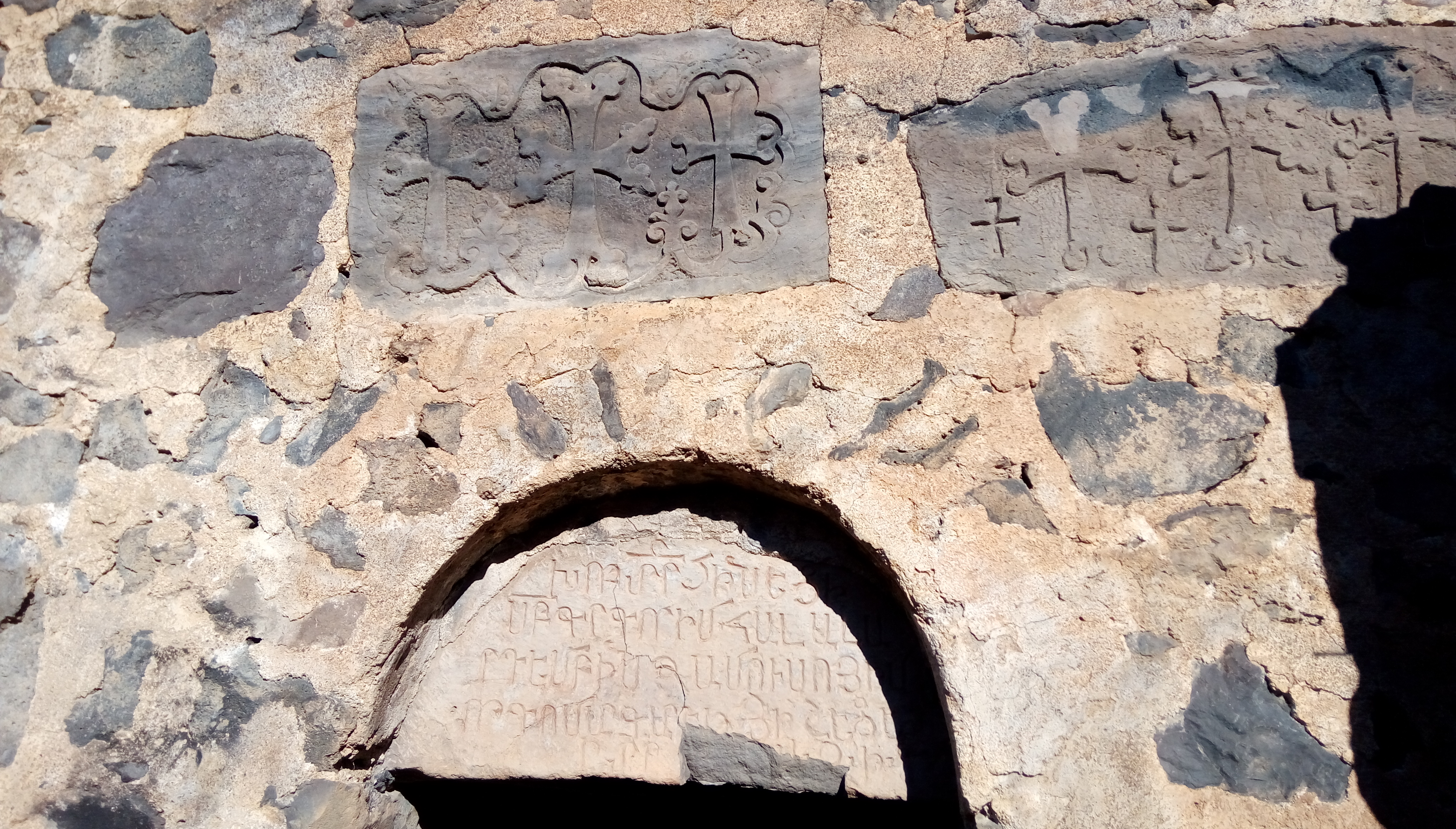

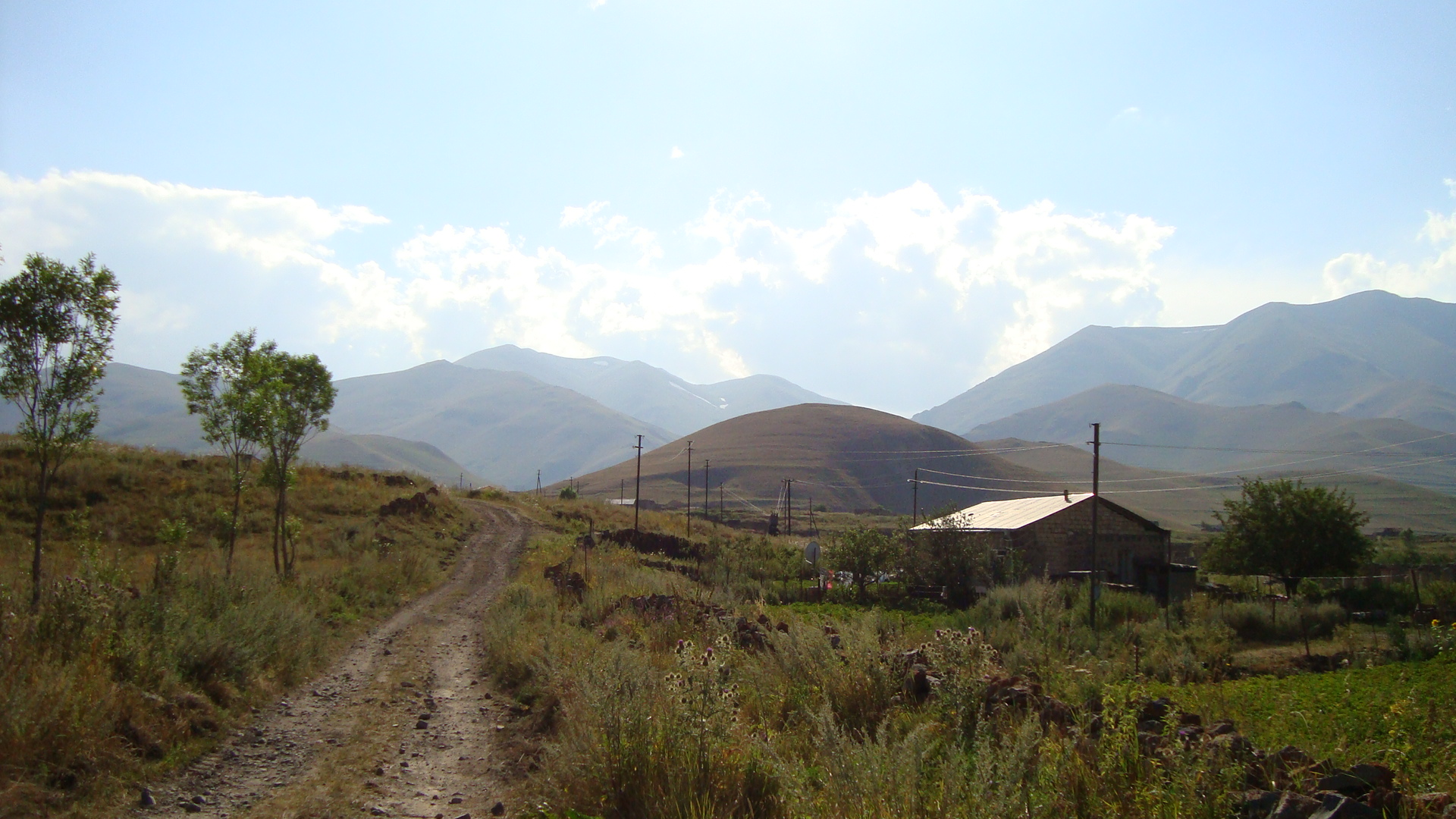
نمایی از روستا
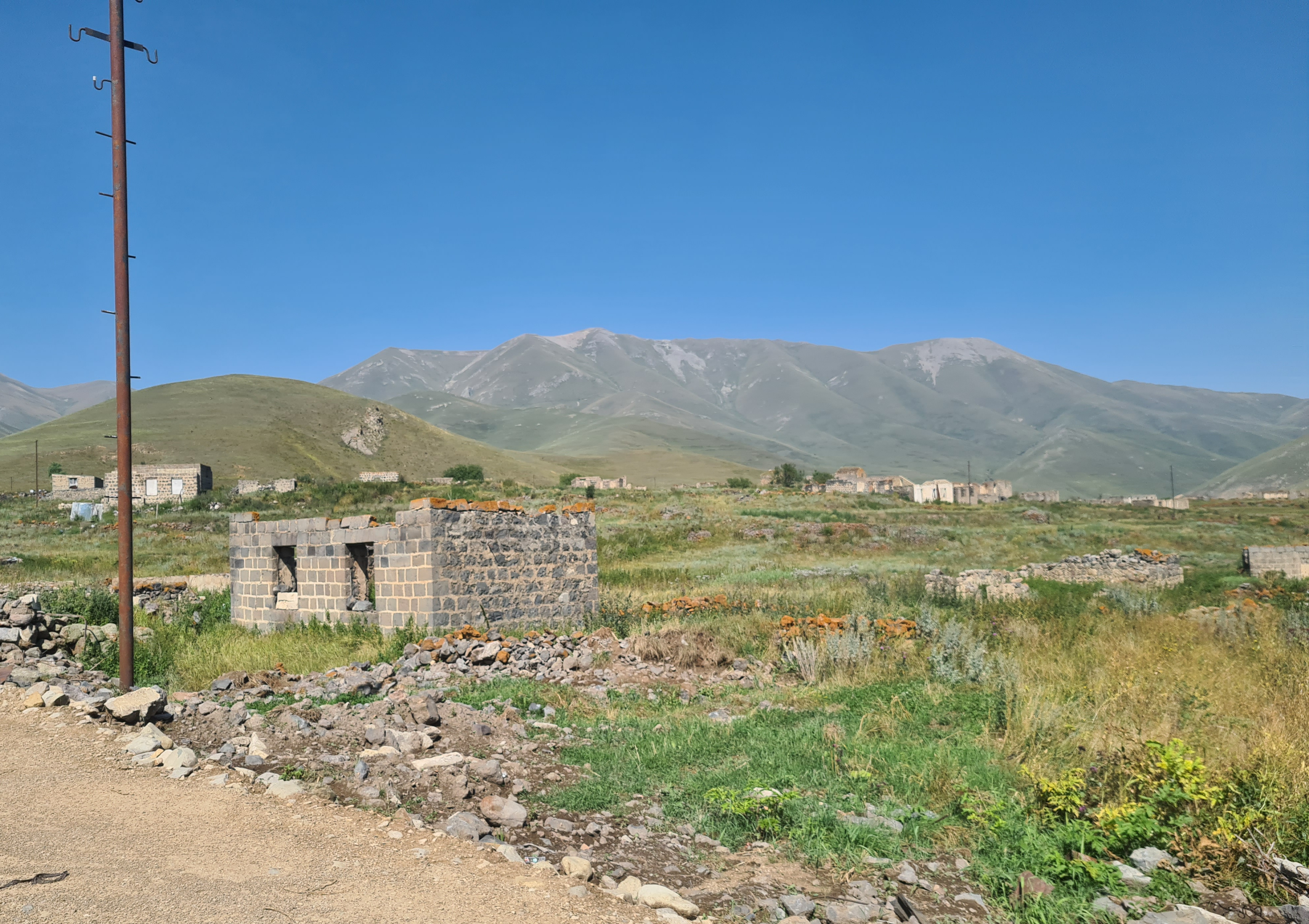
چشم‌اندازی از زار
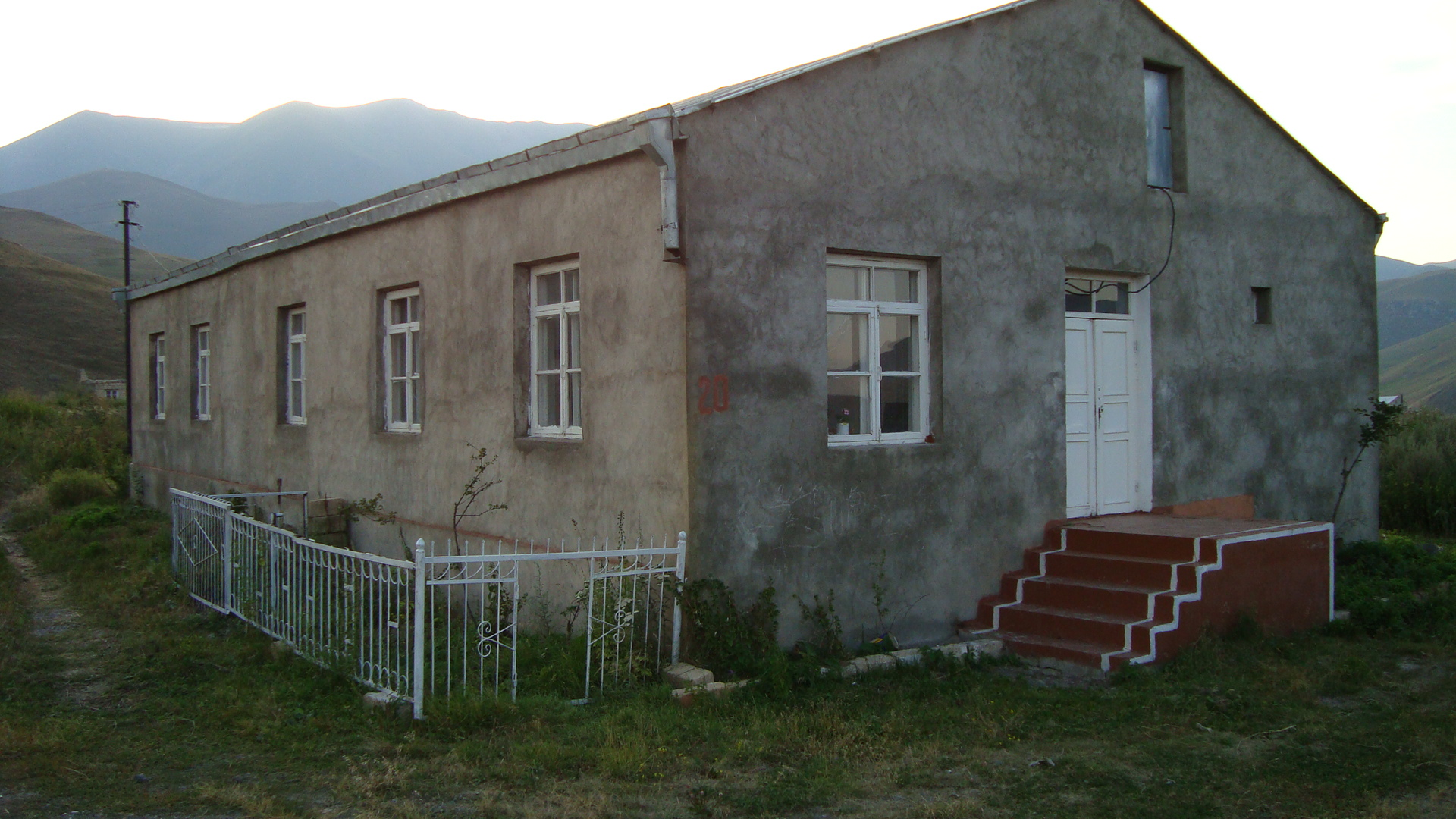
مدرسهٔ جدید روستا
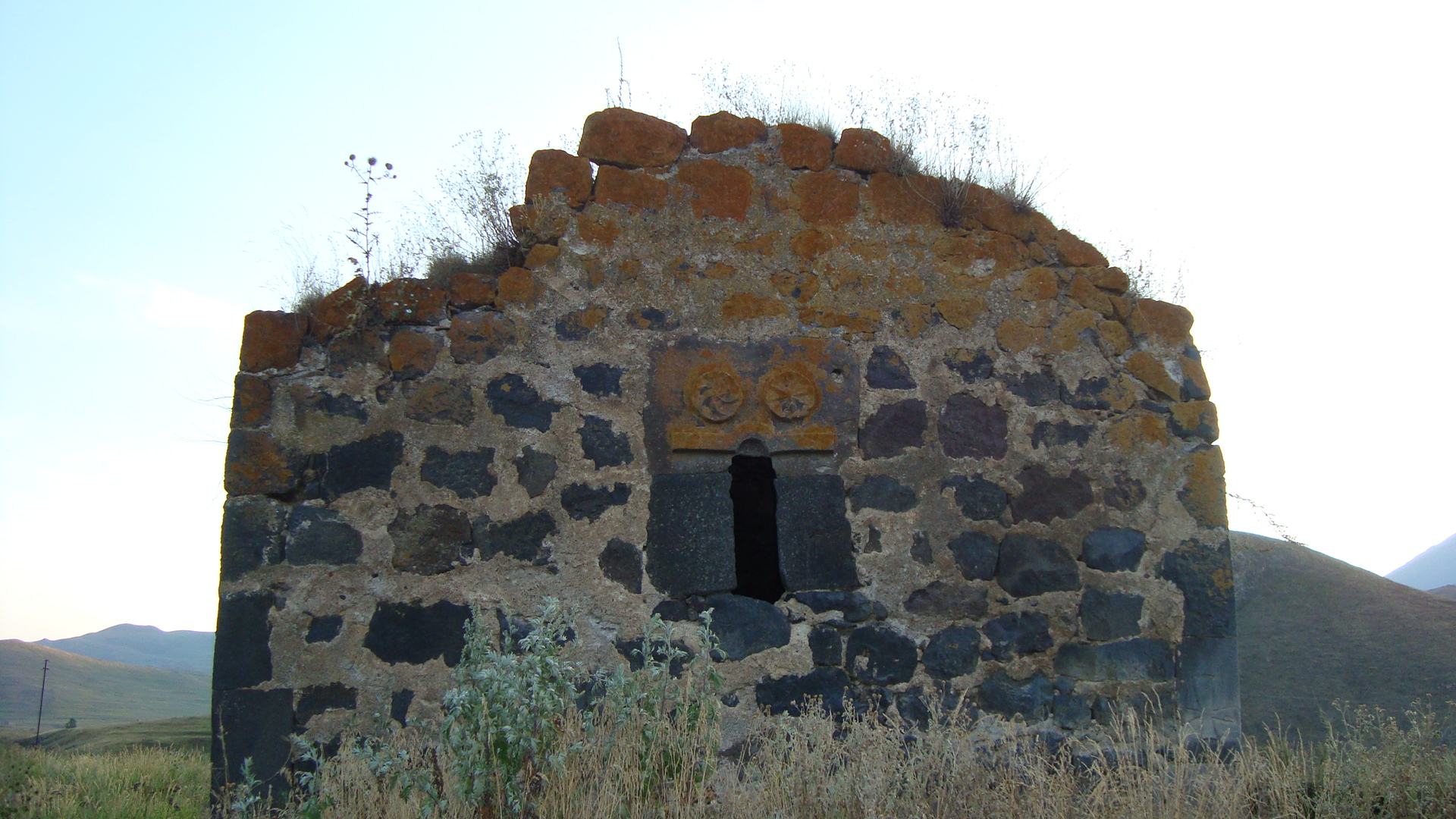
دیوار کلیسای سورب سارگیس با تزئینات
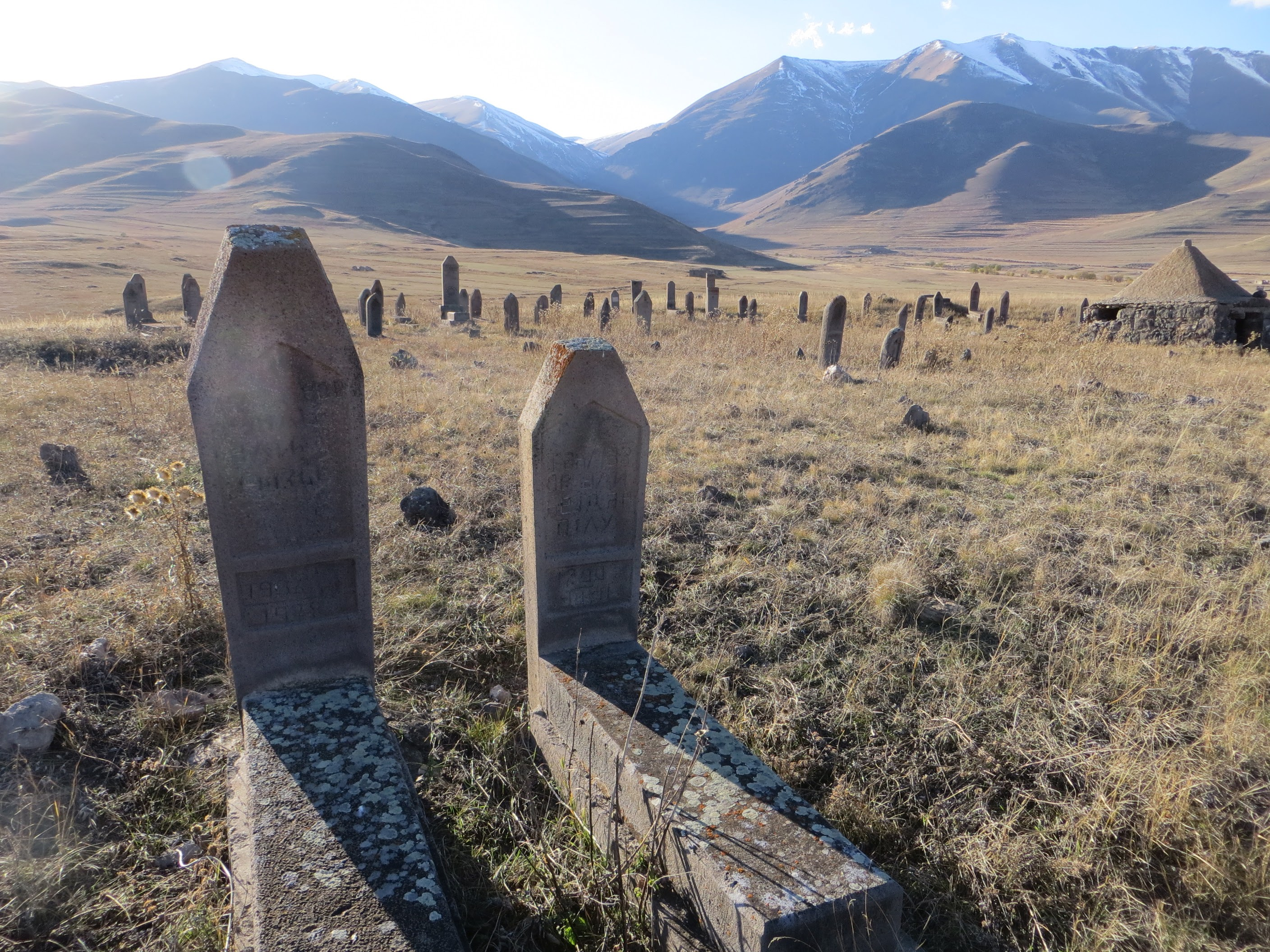
قبرستان آذری روستا، سنگ‌قبرها و آرامگاه
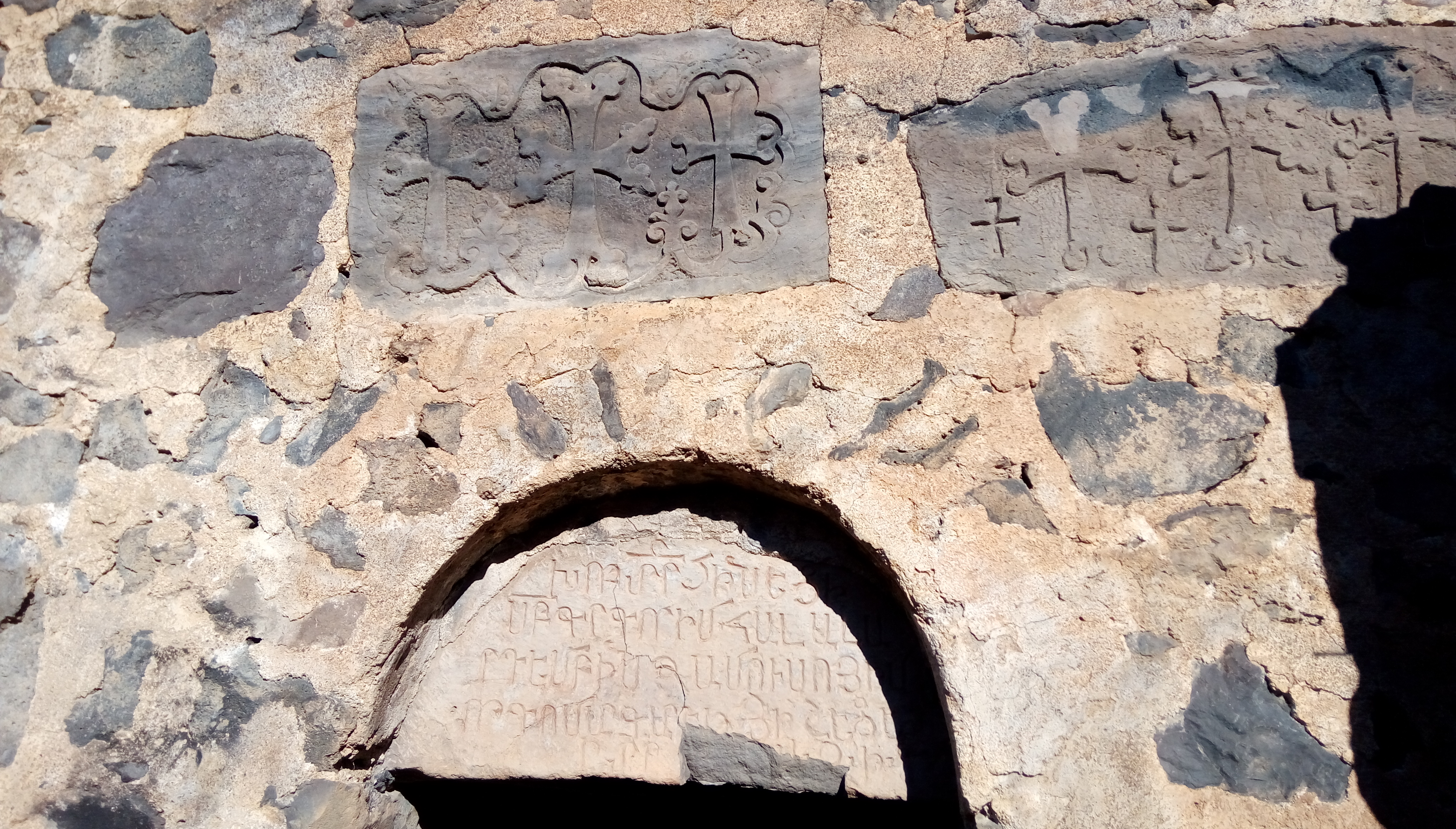
کلیسای سورب گریگور از سدهٔ ۱۳
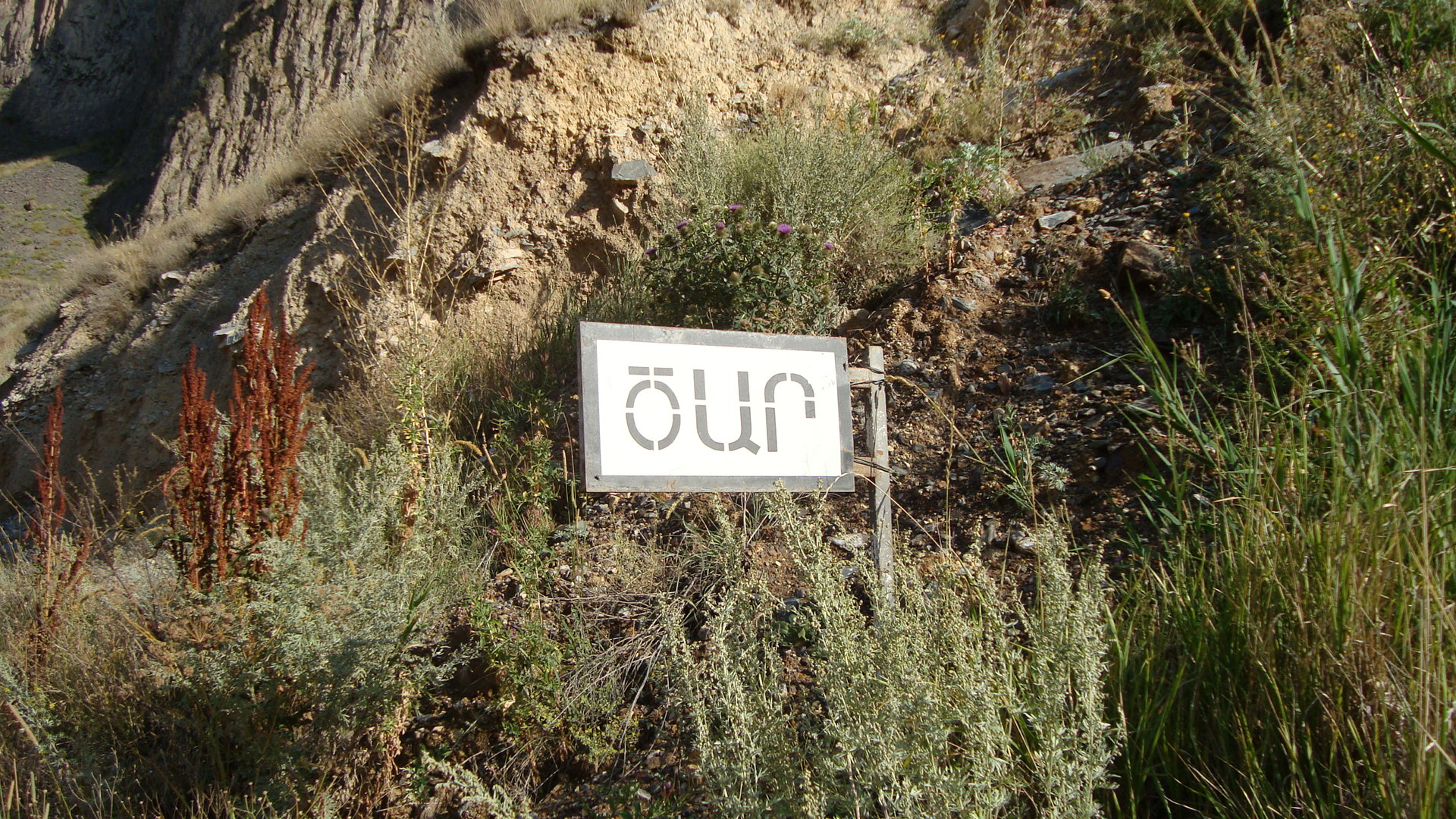
تابلوی ارمنی «تسار» در مرز روستا
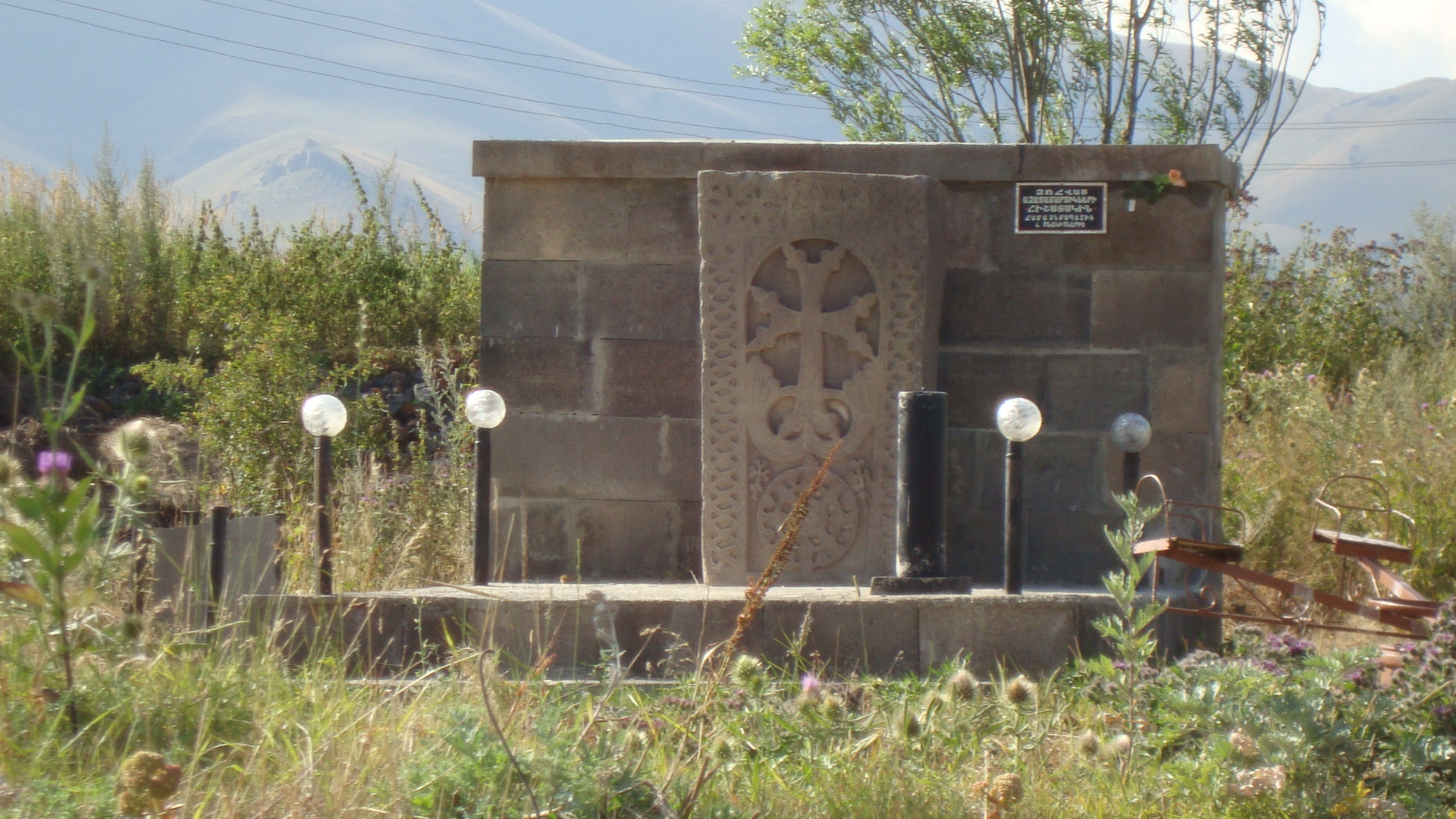
یادبود کشته‌شدگان ارمنی در جنگ اول قره‌باغ
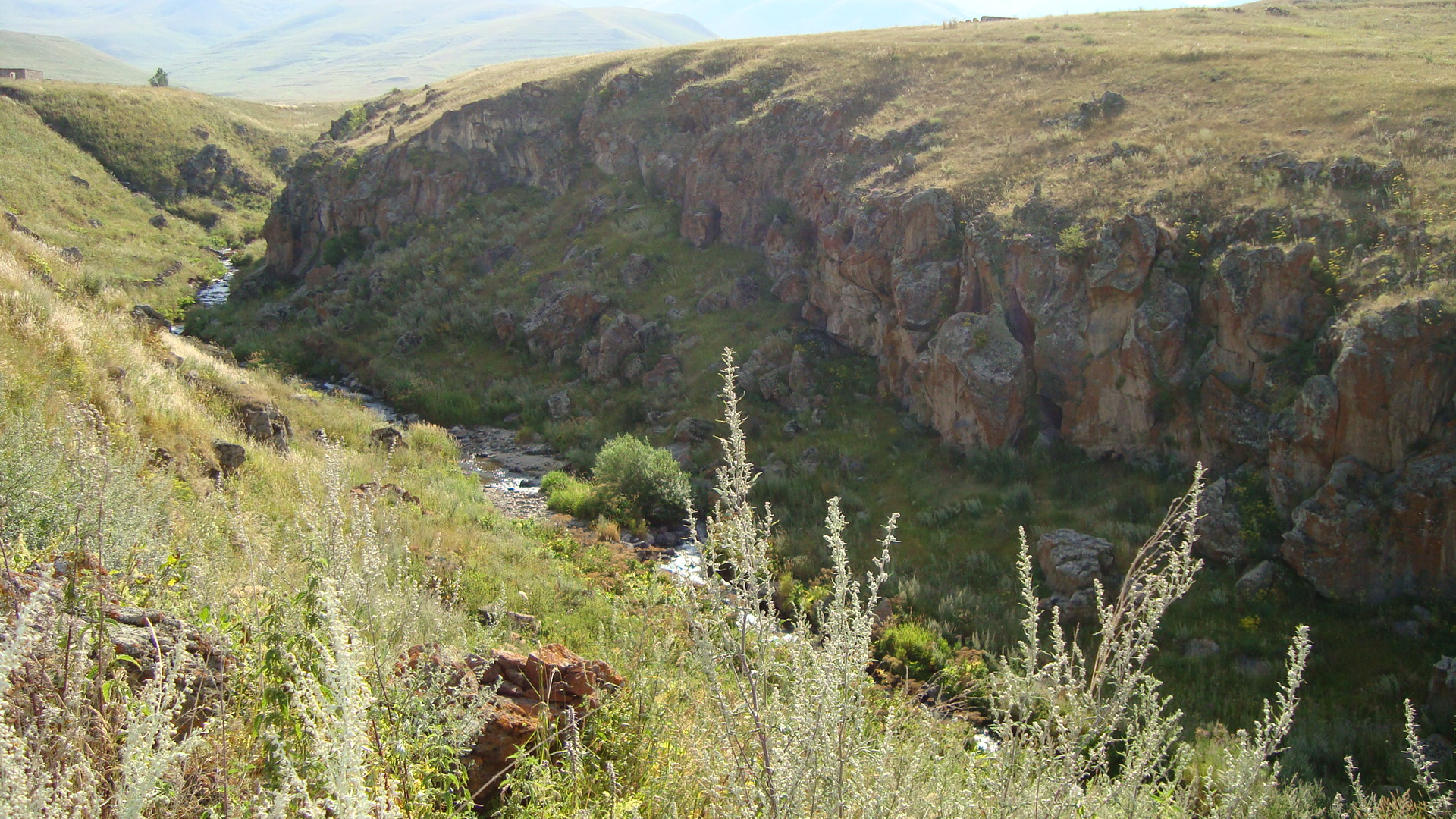
یکی از دره‌های اطراف روستا
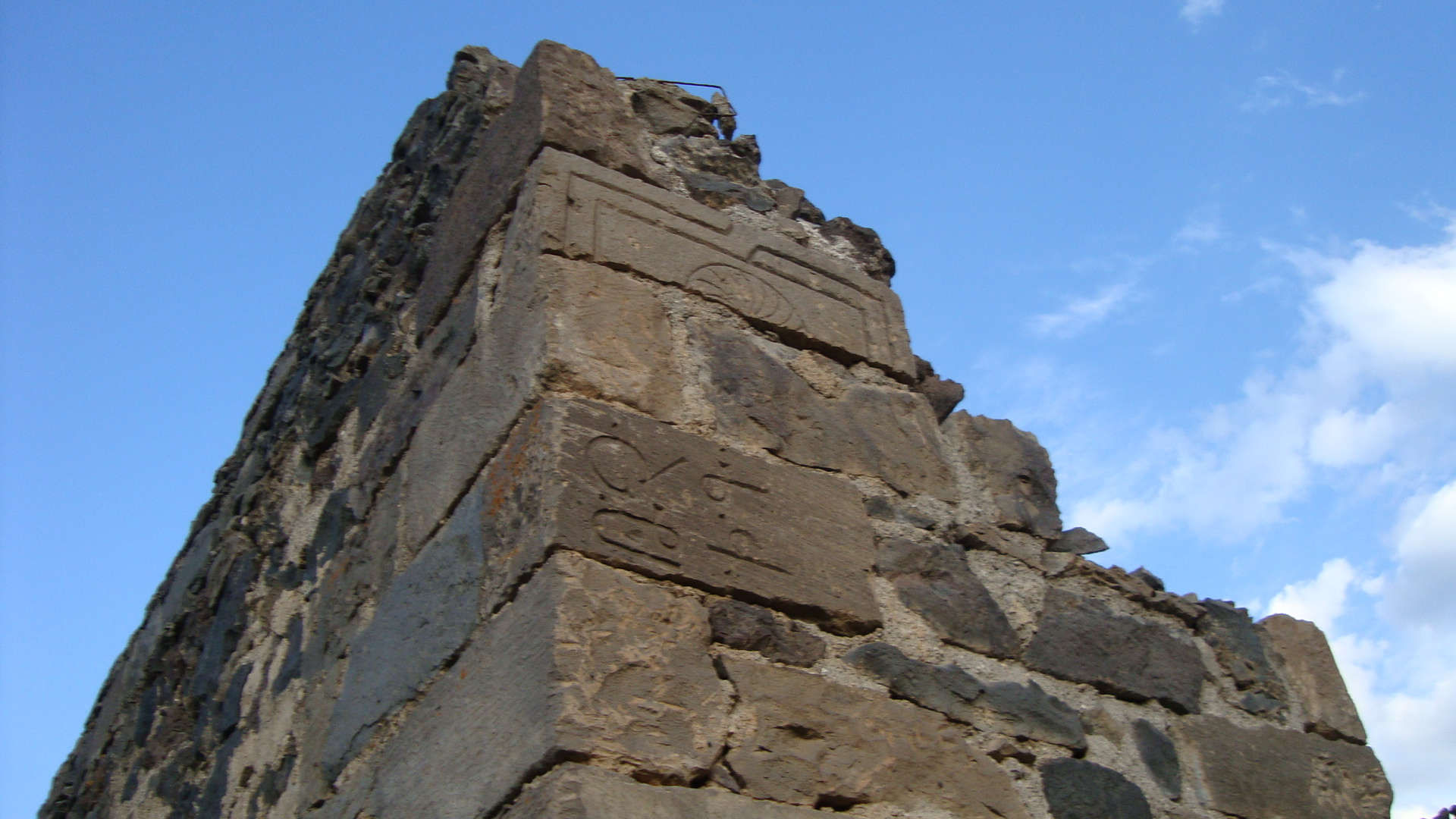
ویرانه‌های مدرسهٔ دههٔ ۱۹۵۰ ساخته‌شده با سنگ‌های صومعه
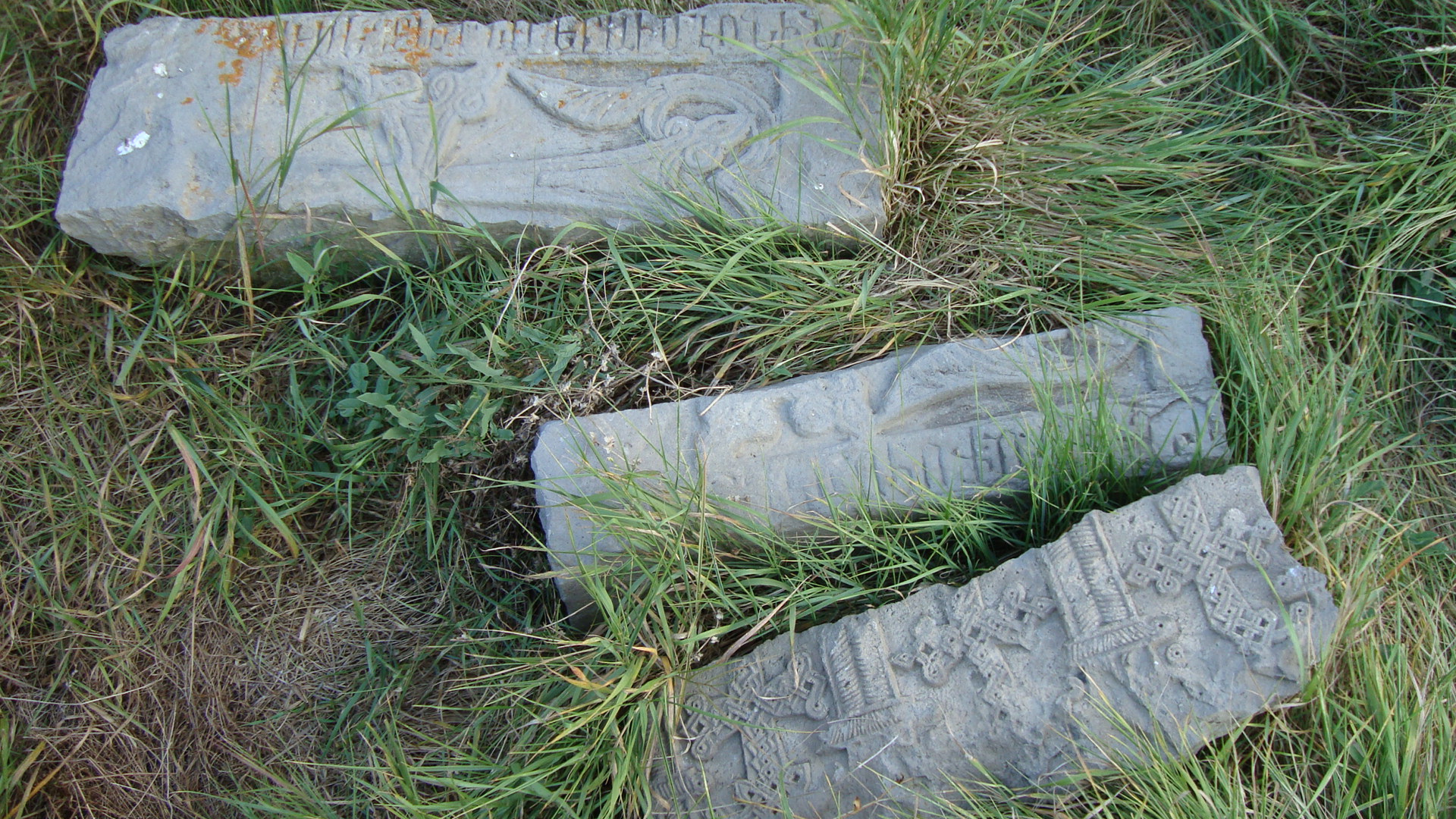
قطعات سنگ‌قبرهای ارمنی
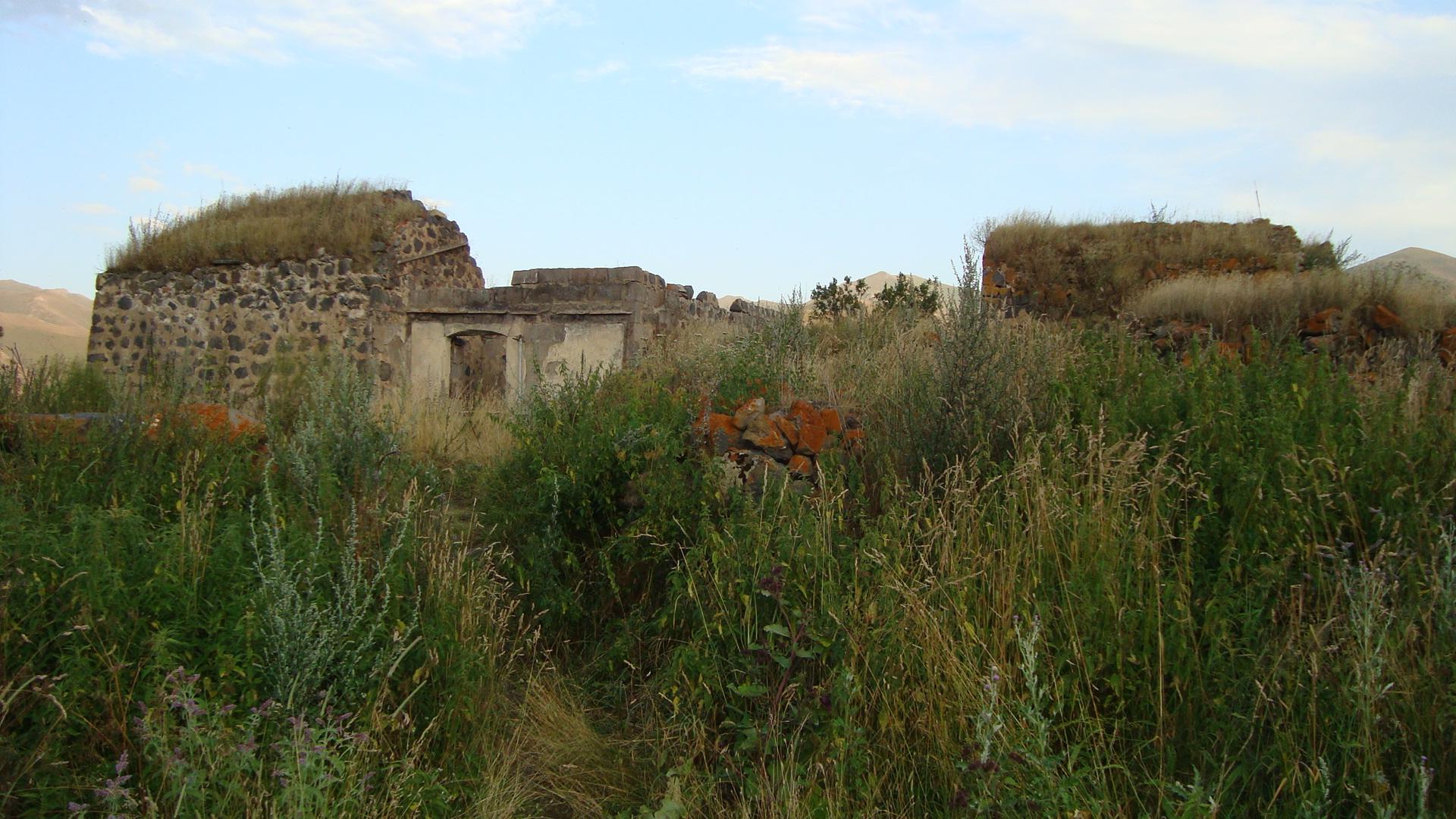
ویرانه‌های کلیساهای ارمنی
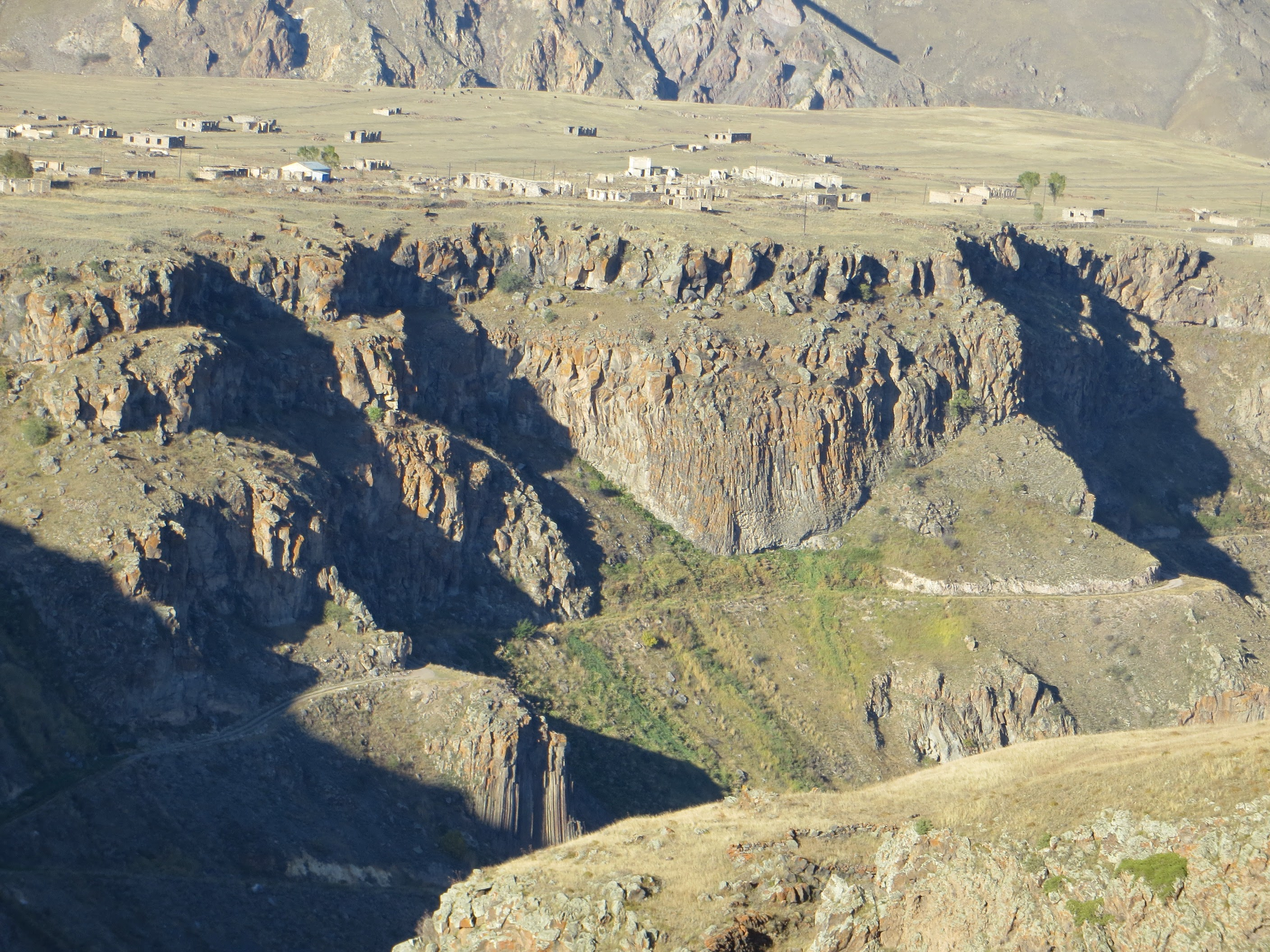
چشم‌انداز اطراف روستا

## جستار وابسته
یوانیسیک کارتسی
== منابع == 
1. ↑  مشارکت‌کنندگان ویکی‌پدیا. «Zar, Azerbaijan». در دانشنامهٔ ویکی‌پدیای انگلیسی.
2. 1 2 3 4 5  Samvel Karapetyan (2001). Armenian Cultural Monuments In The Region Of Karabakh (PDF). Research on Armenian Architecture.
3. ↑  G. Arasly (1982).  Библиотека азербайджанской классической литературы в 20 томах [Library of Azerbaijani Classic Literature, 20 volumes. Folklore] (به روسی). Baku: Nauka. p. 52.
4. 1 2 3  (به ارمنی) اولو بابیان، باقرات. مدخل «تسار»، دانشنامهٔ شوروی ارمنستان، ۱۹۷۹، جلد ۵، ص ۱۲۰.
5. ↑  Grekov, Boris; Cherepnin, Lev Vladimirovich; Pashuto, Vladimir, eds. (1953). "The period of feudalism IX-XV centuries. Part 2. (XIV-XV centuries)". Essays on the history of the USSR (به روسی). Moscow: Publishing house of the Academy of Sciences of the USSR. p. 684.
6. ↑  Ulubabyan, Bagrat (1975). Խաչենի իշխանությունը, X-XVI դարերում [شاهزاده‌نشین خاچن، از سدهٔ دهم تا شانزدهم] (به ارمنی). ایروان: آکادمی علوم ارمنستان. p. 153.
7. 1 2
8. ↑  Boris Baratov, 1998: A Journey to Karabagh: Paradise Laid Waste شابک ‎۹۷۸۵۹۰۰۲۲۷۰۴۷
9. ↑  Hasmik Hovhannisyan (July 23, 2007). "New Shahumyan". Hetq. Archived from the original on October 2, 2011. Retrieved December 8, 2010.
10. ↑  "St. Grigor and St. Sargis churches of Tsar". Monument Watch.
11. ↑  "'Wreckage upon wreckage' in Kalbajar". ArcGIS StoryMaps. June 19, 2024.
12. ↑  "The Results of the 2005 Census of the Nagorno-Karabakh Republic" (PDF). National Statistic Service of the Republic of Artsakh.